# 蔡景璋
蔡景璋（1909年12月29日—2001年9月9日），臺灣彰化縣鹿港鎮人，登山家，臺灣岳界四大天王之一。

## 生平
蔡景璋籍貫鹿港，長住於台北經商。在開始攻臺灣百岳之前，他足跡就已經遍及台北市的郊山。
早期，蔡景璋和林文安搭檔探勘高山最多次，後來也和邢天正、丁同三搭檔。蔡景璋為照顧自己的事業與五男四女，所以對於登台灣高山，是以分段挪出時間，自己帶隊、或跟隨他隊，花費多年才登完台灣所有三千公尺以上的高山。他自1955年1月3日登北大武山，到1974年4月25日登白姑大山，才完成百岳。
記者呂漢魂評價蔡景璋從不單獨攀登大山，且在結伴登山過程中，如遇困境，決不冒險，如一次與邢天正、林文安結伴攀登關山，為了安全，多花了一天半的時間繞過斷崖。記者黃德雄的看法是蔡景璋登山風格穩重，且登山愛說笑，因此山友樂於搭檔。林樹封回憶說，雖然蔡景璋自台灣山岳會就開始參與，但從來不以元老自居，能結交年輕的山友，更不在乎「四大天王」之類的浮世虛名。由於蔡景璋輩分高，每逢協會內部有爭執，就會請其出面。因其豐富的閱歷與領導能力，山友尊稱「校長」。他推廣登山活動，更會出力出錢救援山難。
1972年邱高事件引發軍、警、登山界等各方動員數千人次、以兩個月多進行地毯式的大搜山，直到冬天才放棄。在奇萊山找了十多天的蔡景璋回想，當時只在稜線附近發現三雙插於地上的筷子與三人的登山證，讓他覺得非常奇怪。
在建立山岳資料上，相較於林文安描繪的圖文並茂的登山地圖，蔡景璋是以連峰串接橫幅相片見長。蔡景璋會冒著相機被查扣的風險，在高山四處拍照，家中掛滿他的高山攝影作品。
蔡景璋也與妻子伉儷情深而在台灣登山圈有名。中華山協阿里山隊的吳瀛洲表示，蔡景璋爬郊山一定殿後，起初大家都納悶，後來才知道原來他是為了陪太太登山。
1990年代，蔡景璋大部分的時間都在美國與子孫居住，偶爾回鄉。2000年初時，蔡景璋與兒子隱居於蘇澳鎮。
蔡景璋妻子2000年先去世後，2001年9月8日，蔡景璋感冒住院，次日凌晨呼吸衰竭辭世。